# Andrea Palladio
Andrea Palladio (született Andrea di Pietro della Gondola) (Padova, 1508. november 30. – Maser, Veneto, 1580. augusztus 19.) észak-itáliai építész, építészeti szakíró. Klasszikus szépségű, tiszta vonalvezetésű palotáival és villáival, a reneszánsz építészet legtermékenyítőbb hatású mesterévé vált.

## Művei
Építészeti krédója szerint egy valamirevaló épület hármas követelménynek felel meg: kényelem, tartósság, szépség – hite szerint, ha ezek közül egy is hiányzik, az épület nem méltó nevére. Legtöbb műve Vicenzában és környékén áll (Bazilika, Palazzo Valmarana, Villa Rotonda). Velencében a S. Giorgio Maggiore- és a Redentore-templomot építette. 1570-ben négy kötetes építészeti szakkönyvet adott ki (I Quattro Libri dell'Architettura). A palladiánus klasszicizmus stílusa főleg a brit-szigeteken hódított teret, Írországban a 18. században valósággal hódított a Palladio-mánia, egymást érik a palladiánus kúriák, legtöbb ma is felújítva, eredeti pompájában látogatható. Munkásságának jelentőségét mutatja, hogy több általa tervezett épület 1994-ben és 1996-ban Vicenza városa és Veneto tartomány Palladio által tervezett villái néven felkerült az UNESCO Világörökség listájára.
| Villa Godi-Malinverni                 | 1549–1552, Lonedo di Lugo di Vicenza                        |
| Villa Valmarana-Bressan               | 1541–1543, Vigardolo di Monticello Conte Otto (Vicenza)     |
| Villa Caldogno                        | 1548–1570, Caldogno (Vicenza)                               |
| Villa Pisani-Ferri                    | 1542–1569, Bagnolo di Lonigo (Vicenza)                      |
| Villa Gazzotti-Marcello               | 1542–1557, Bertesina, Vicenza                               |
| Villa Forni-Costa                     | 1541–1560, Montecchio Precalcino (Vicenza)                  |
| Villa Saraceno-Lombardi               | 1545–1548, Finale di Agugliaro (Vicenza)                    |
| Villa Zen                             | 1558–1566, Donegal di Cessalto (Treviso)                    |
| Villa Poiana                          | 1549–1556, Poiana Maggiore (Vicenza)                        |
| Villa Pisani-Placco                   | 1552–1555, Porta Padova, Montagnana (Padova)                |
| Villa Cornaro-Gable                   | 1551–1553, Piombino Dese (Padova)                           |
| Villa Barbaro-Volpi                   | 1549–1558, Maser (Treviso)                                  |
| Villa Badoer                          | 1556–1563, Fratta Polesine (Rovigo)                         |
| Villa Foscari detta La Malcontenta    | 1558–1560, Malcontenta di Mira (Venezia)                    |
| Villa Chiericati-Rigo                 | 1547–1580, Vancimuglio di Grumolo delle Abbadesse (Vicenza) |
| Villa Emo-Capodolista                 | 1559–1565, Fanzolo di Vedelago (Treviso)                    |
| Villa Sarego                          | 1552–1569, Santa Sofia di Pedemonte (Verona)                |
| Villa Almerico-Capra detta La Rotonda | 1565–1569, Vicenza                                          |

## Magyarországi kapcsolata
Az Országos Levéltárban őrzött saját kezű Palladio-levél, amelyet először 1927-ben Herzog József tett közzé a Művészet című folyóiratban, arra utal, hogy az építész érintett volt legalább egy magyarországi építkezésben is. A Velencében, 1560 júliusában keltezett, olasz nyelvű, saját kezűleg írt és szignált levélben többek között ez olvasható: „Uraságod kegyeskedjék Márton mesternek, a kőművesnek megmondani, hogy a loggia boltozatának leállványozásával ne legyen olyan sietős, hanem hogy hagyja azt néhány napig beállványozva, amíg a habarcs megköt, mert nem akarnám, hogy gyors leállványozása folytán valami kellemetlenség jönne közbe.” Jelenlegi őrzési helyéből kiindulva Détshy Mihály feltételezi, hogy a levél Nádasdy Tamás nádornak szólt, aki a keltezés évében Sárváron és Sopronkeresztúron is építkezett.

## Írásai magyarul
- Négy könyv az építészetről; utószó: Zádor Anna, ford. Hajnóczi Gábor; Képzőművészeti Alap, Bp., 1982 (Képzőművészeti zsebkönyvtár)
- Négy könyv az építészetről; ford. Hajnóczi Gábor; KÖH, Bp., 2008

## Galéria

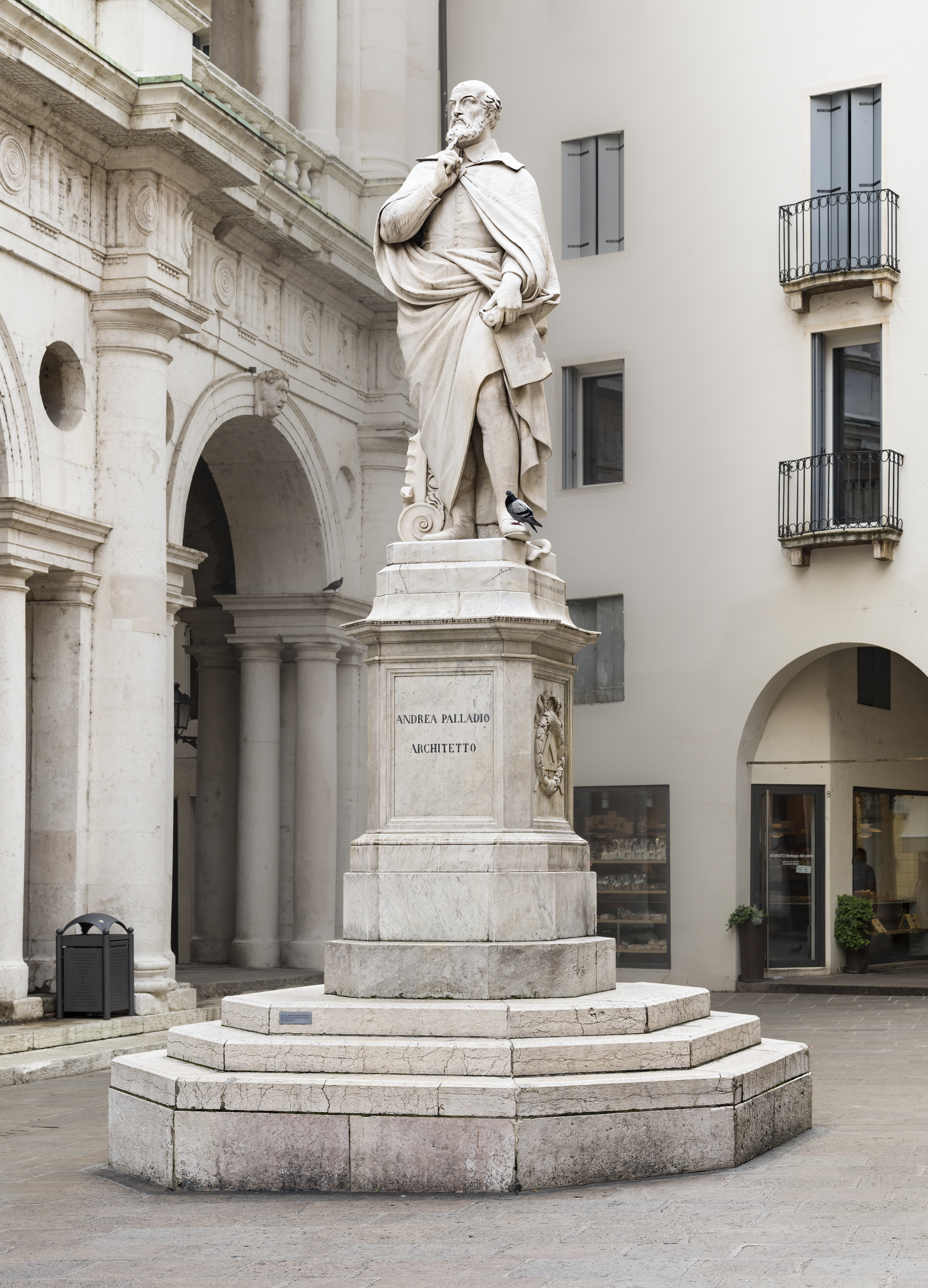
Andrea Palladio
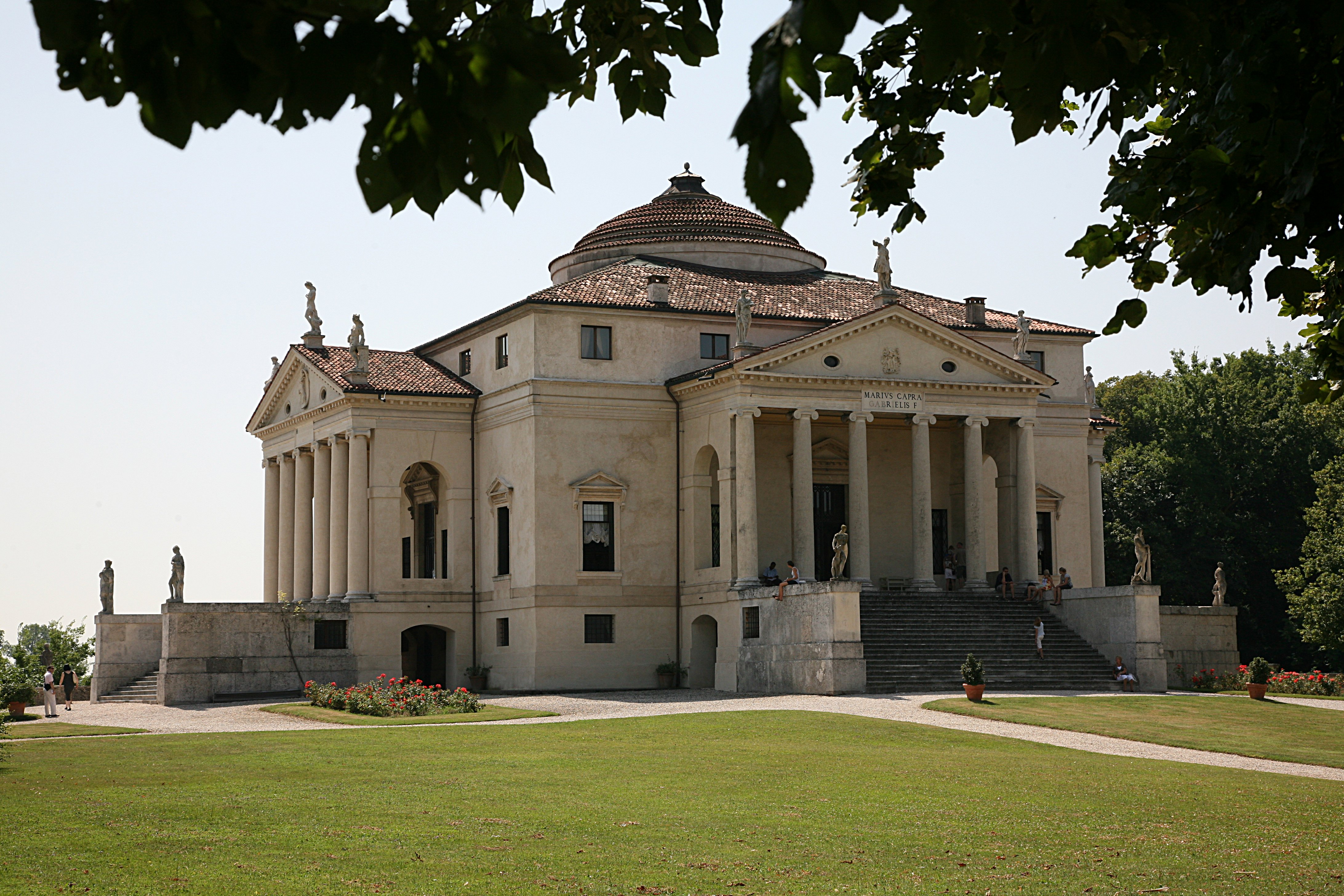
Villa Rotonda, Vicenza
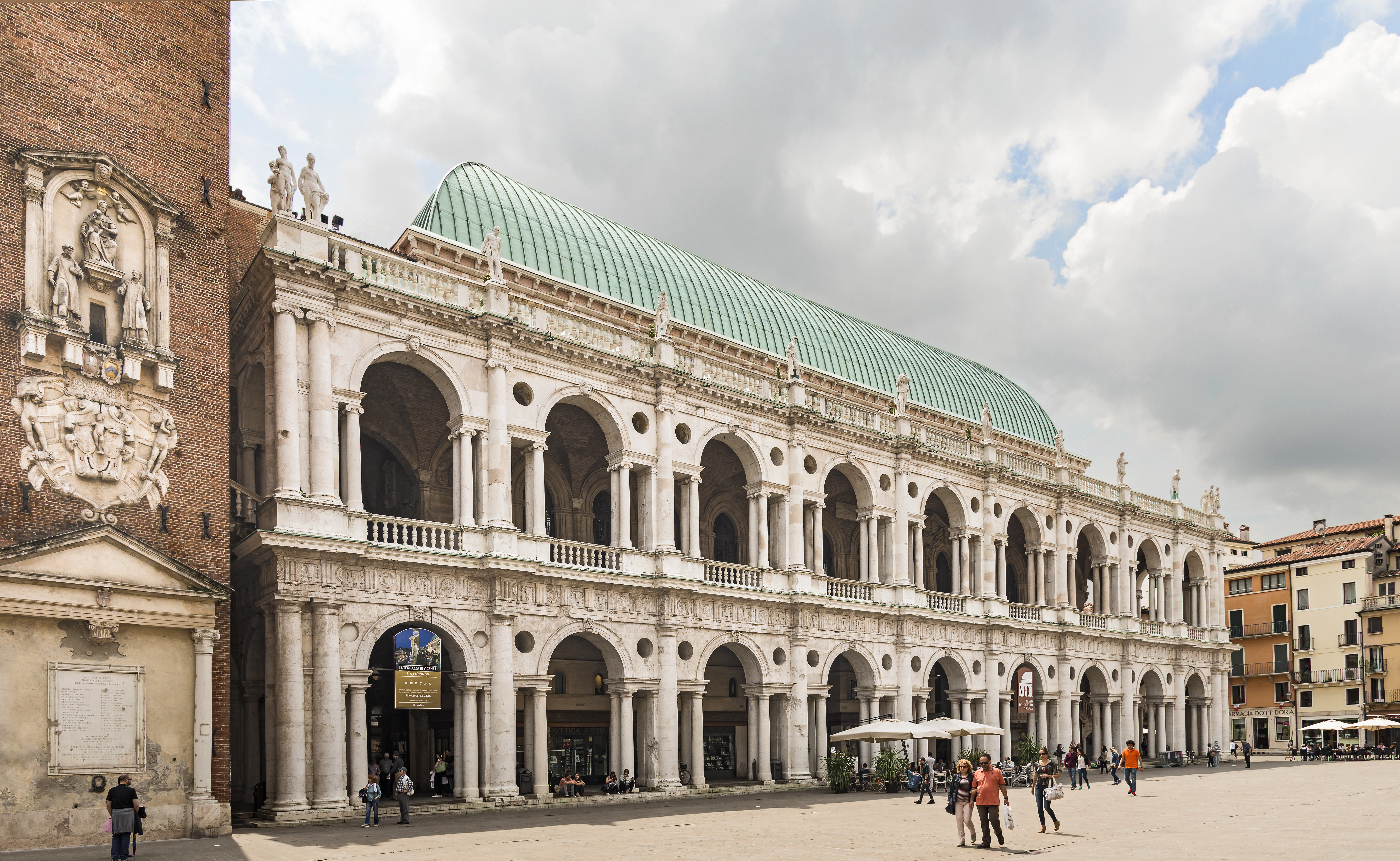
Basilica Palladiana
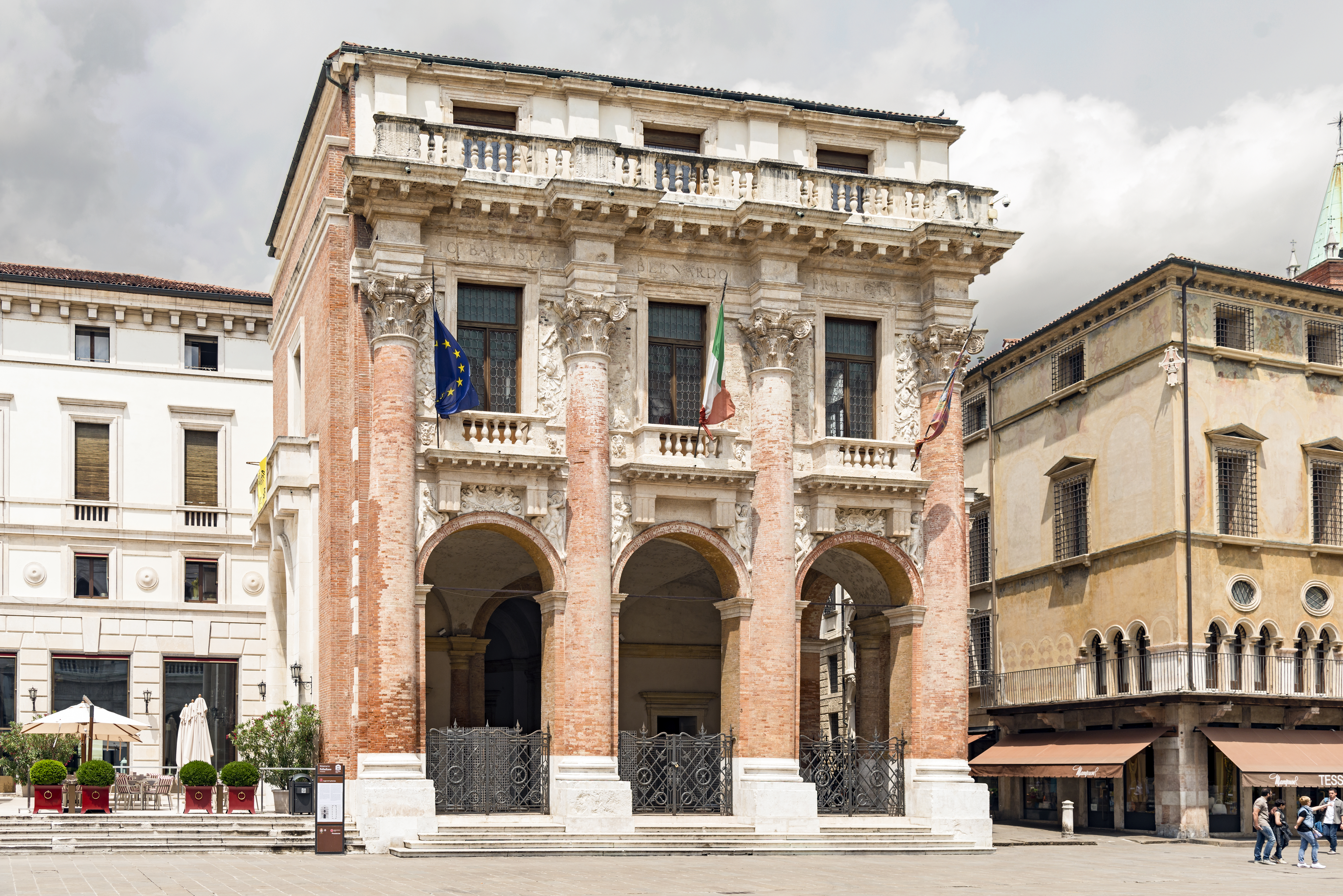
Palazzo del Capitanio
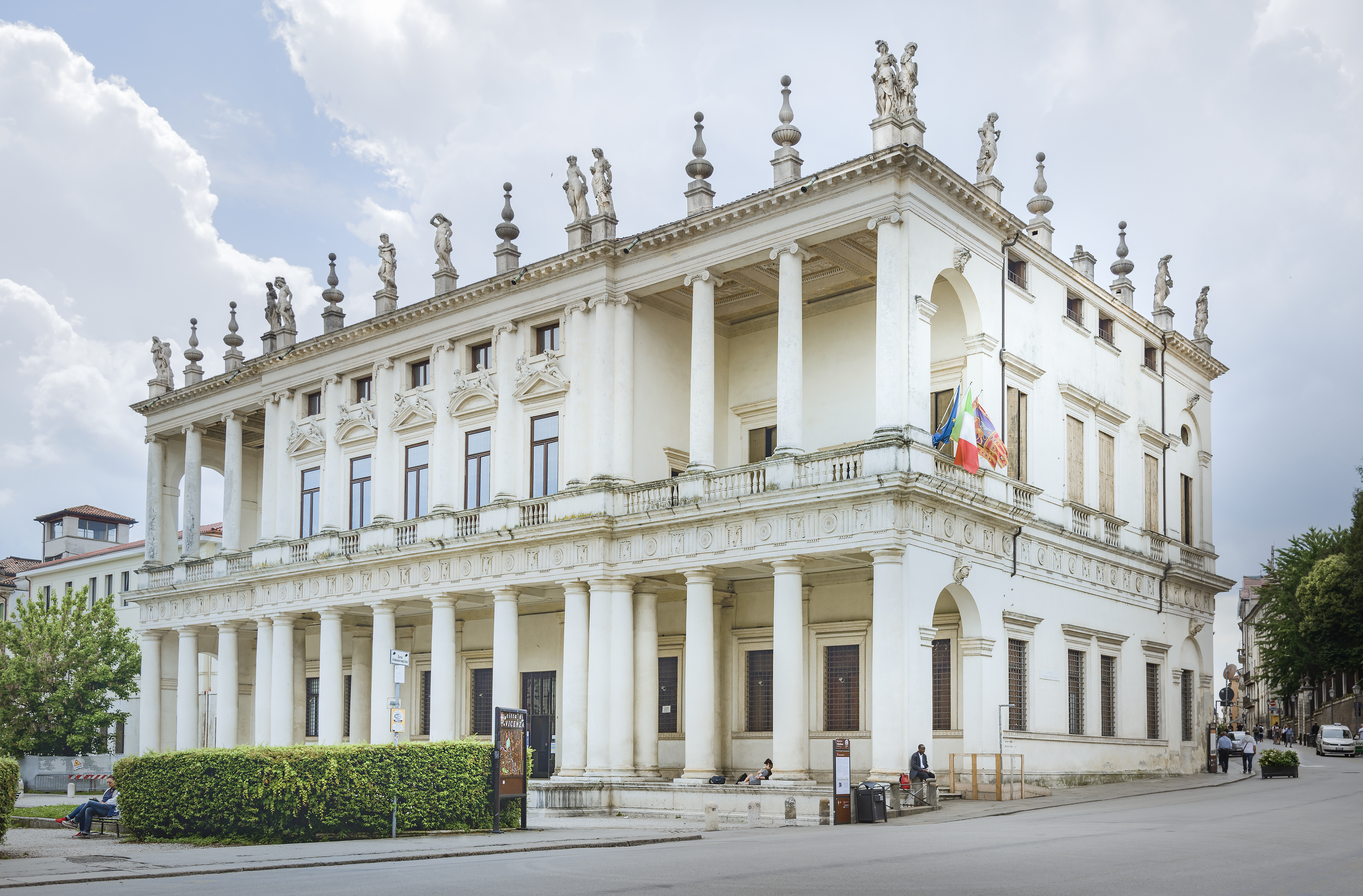
Palazzo Chiericati
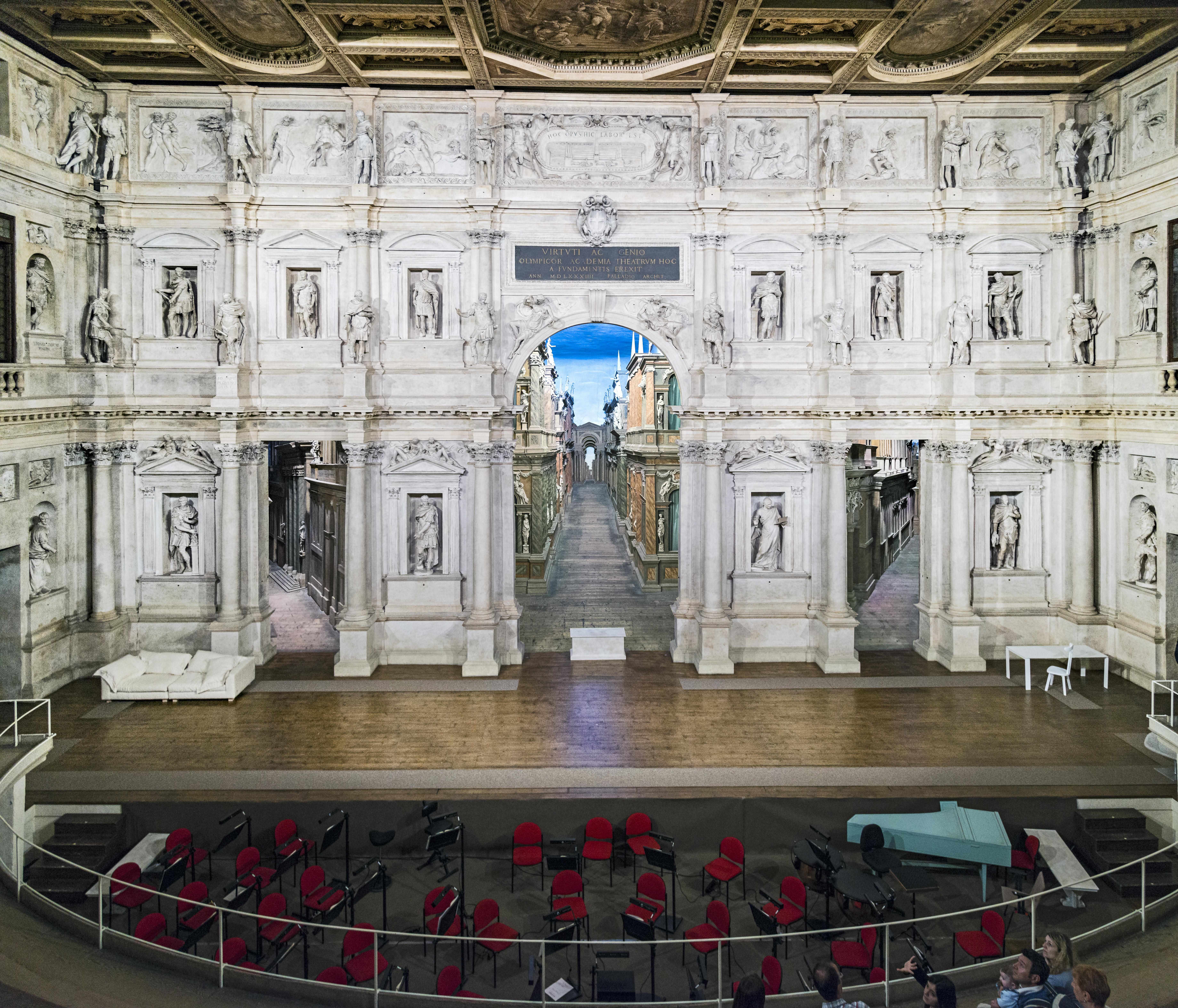
Teatro Olimpico
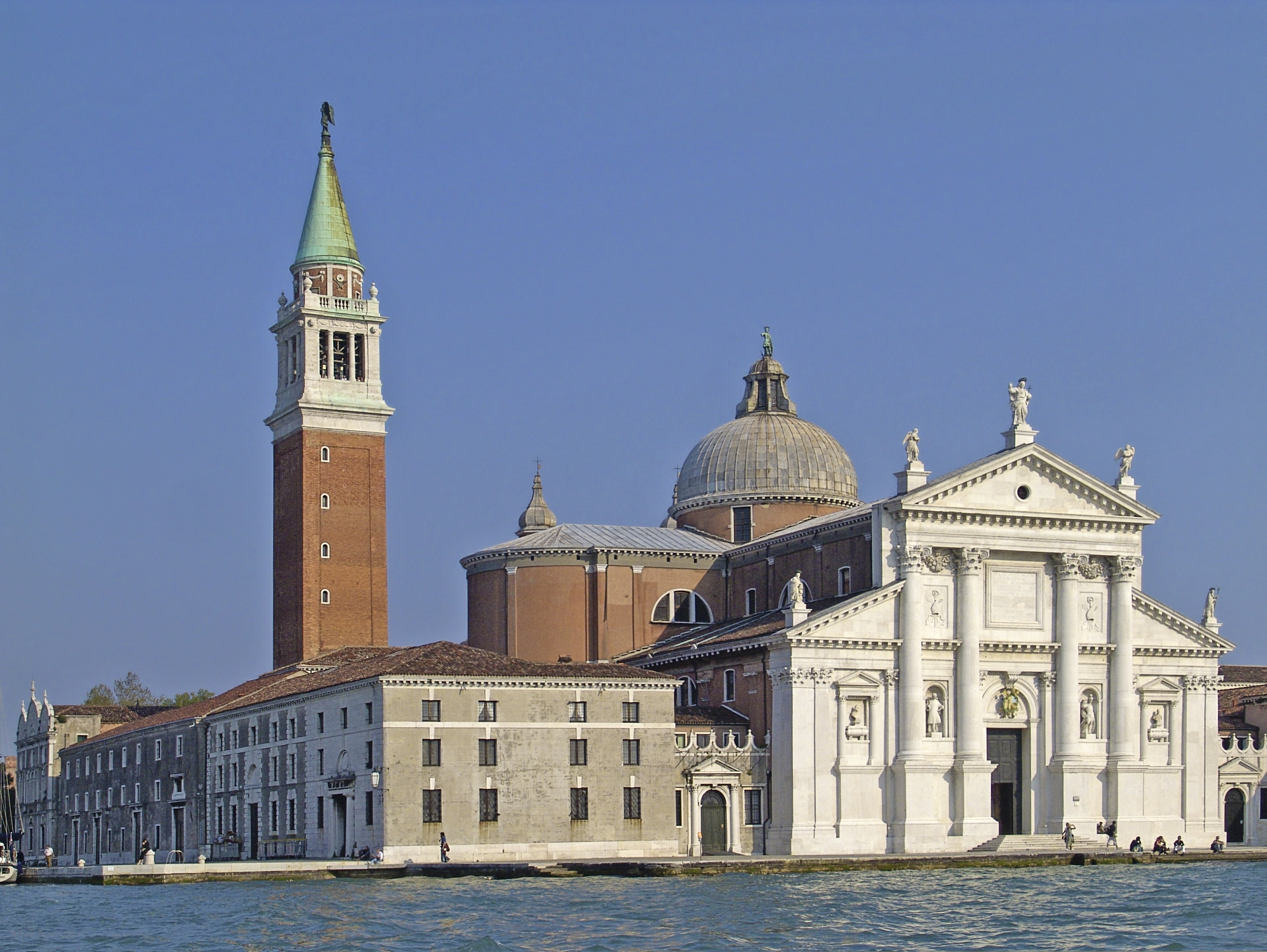
San Giorgio Maggiore